# Albert Brochon
Albert Brochon (* 2. September 1899 in Thierrens; † 17. März 1990 in Moudon, heimatberechtigt in Naz) war ein Schweizer Politiker (BGB).

## Biografie
Brochon besuchte die Sekundarschule in Thierrens und später die Landwirtschaftsschule in Champ de l’Air.
Er war im Jahre 1921 bei der Gründung der Waadtländer Kantonalpartei der Parti des artisans et indépendants (PAI, BGB) beteiligt und war Gemeindepräsident von Thierrens. Von 1923 bis 1949 war er im Grossen Rat des Kantons Waadt. Von 1943 bis 1947 und von 1955 bis 1967 hatte er Einsitz im Nationalrat. Zudem war er von 1963 bis 1968 Mitglied der Schweizer Delegation in der Parlamentarischen Versammlung des Europarates.
Auch war er Präsident der Waadtländer PAI und Vizepräsident der BGB Schweiz.
Im Jahre 1958 kandidierte er für den Staatsrat des Kantons Waadt. Im zweiten Wahlgang schloss sich die Bauernpartei erstmals mit den Freisinnigen zusammen – für eine erfolgreiche Wahl reichte es trotzdem nicht. Bei den Staatsratswahlen von 1962 verbündete sich die Allianz wieder und schaffte es diesmal, einen Politiker der Bauernpartei in die Kantonsregierung zu bringen. Dies war der Beginn des Bündnis mit den Liberalen, die sogenannte Entente vaudoise.